# Sven Torfgård
Sven Henry Torfgård, född den 26 mars 1922 i Skeppsås församling, Östergötlands län, död 18 februari 1986 i Vreta Klosters församling, Östergötlands län, var en svensk militär.

## Biografi
Torfgård avlade officersexamen vid Krigsskolan 1943 och utnämndes samma år till fänrik i armén, varefter han befordrades till kapten i luftvärnet 1953 och till major 1962. Han var avdelningschef vid Försvarsstaben 1963–1967 och befordrades 1965 till överstelöjtnant. Han var sektionschef vid staben i Östra militärområdet 1967–1970, befordrades 1969 till överste och var 1970–1974 chef för Svea trängregemente. Han befordrades 1974 till överste av första graden och var sektionschef i Försvarsstaben 1974–1979, med avbrott för tjänstgöring som chef för svenska delegationen i Neutrala nationernas övervakningskommission 1978–1979. Han var chef för Livgrenadjärregementet 1979–1982.